# Ogosta
Ogosta (Огоста) – rzeka w północno-zachodniej Bułgarii, prawy dopływ Dunaju. Długość – 144 km, powierzchnia zlewni – 3157 km², średni przepływ – 23,554 m³/s (koło miasteczka Mizija kilka km przed ujściem).
Ogosta ma źródła pod szczytem Wraża Gława (935 m n.p.m.) w paśmie górskim Cziprowska płanina na zachodnim krańcu łańcucha Starej Płaniny. Płynie na północny wschód i wypływa z gór na Nizinę Naddunajską. Uchodzi do Dunaju w okolicy wsi Orjachowo. Największe dopływy Ogosty to Byrzija, Botunja i Skyt. Nad Ogostą leży miasto Montana. Tuż na południe od tego miasta na Ogoście zbudowano zbiornik wodny Ogosta.